# Larry Bishop
Larry Bishop (nacido el 30 de noviembre de 1948) es un actor, guionista y director de cine estadounidense. Es el hijo de Sylvia Ruzga y el comediante Joey Bishop.  Ha aparecido en varias películas de Hollywood incluyendo Hell Ride.
Sus créditos en la televisión incluye por escribir (y aparecer) en The Hollywood Palace, y apariciones en I Dream of Jeannie, Love, American Style, Laverne & Shirley y Kung Fu.
Sus créditos en películas incluye, Kill Bill: Vol. 2, The Big Fix, The Savage Seven, y Wild in the Streets. 
Escribió, dirigió y apareció en Mad Dog Time en 1996. Sus películas más recientes son Hell Ride, con Quentin Tarantino, y Forgotten Pills.

## Filmografía

### Actor
- 1968 : Wild in the Streets por Barry Shear : Abraham Salteen (The Hook)
- 1968 : The Savage Seven por Richard Rush : Joint
- 1969 : The Devil's 8 por Burt Topper : Chandler
- 1969 : I Dream of Jeannie - Episodio: Dick
- 1970 : Angels Unchained por Lee Madden : Pilote
- 1971 : Chrome and Hot Leather por Lee Frost : Gabe
- 1973 : Love, American Style -
- 1973 : Kung Fu - Episodio: Major Trapnell
- 1973 : The Third Girl from the Left (TV) por Peter Medak :Bradford
- 1973 : Soul Hustler por Burt Topper : Brian
- 1974 : Shanks por William Castle
- 1975 : How Come Nobody's on Our Side? por Richard Michaels : Brandy
- 1975 : All Together Now (TV) por Randal Kleiser : Mike
- 1976 : Barney Miller - Episodio: Hurley
- 1976 : The Day the Lord Got Busted por Burt Topper : Brian
- 1978 : Laverne & Shirley - Episodio: Jake
- 1978 : The Big Fix por Jeremy Kagan : Wilson
- 1979 : Barnaby Jones - Episodios: Harley Jessup / Lee Henderson
- 1979 : The Dukes of Hazzard - Episodio: Joey Sagalo
- 1979 : High Midnight (TV) por Daniel Haller
- 1979 : C.H.O.M.P.S. por Don Chaffey : Ken Sharp
- 1980 : Condominium (TV) por Sidney Hayers : Julian Higbee
- 1982 : Hey Good Lookin' por Ralph Bakshi : Stomper (voz)
- 1983 : The Sting II por Jeremy Kagan : Gellecher, uno de los guardaespaldas de Lonnegan
- 1996 : Underworld por Roger Christian : Ned Lynch
- 1996 : Mad Dogs (Mad Dog Time) por Larry Bishop : Nick
- 2004 : Kill Bill : Volume 2 por Quentin Tarantino : Larry Gomez
- 2006 : The Lather Effect por Sarah Kelly
- 2008 : Hell Ride por Larry Bishop : Pistolero
- 2010 : Forgotten Pills por David Hefner : Mathis

### Director de cine
- 1996 : Mad Dog Time
- 2008 : Hell Ride

### Guionista
- 1996 : Underworld por Roger Christian
- 1996 : Mad Dog Time
- 2008 : Hell Ride

### Productor
- 1996 : Mad Dog Time (Mad Dog Time)
- 2008 : Hell Ride